# Khalifa bin Harub
Sayyid Sir Khalifa II bin Harub Al-Said (arabe : خليفة بن حارب البوسعيد), né le 26 août 1879 à Mascate et mort le 9 octobre 1960 à Zanzibar, est un Sultan de Zanzibar. Il règne sur Zanzibar du 9 décembre 1911 au 9 octobre 1960.

## Biographie
En 1900, il épouse Sayyida Matuka bint Hamud Al-Busaid, fille du septième sultan de Zanzibar et sœur du huitième sultan. Il est remplacé par son fils aîné survivant, Sayyid Abdullah bin Khalifa.
Une partie du musée du palais du sultan à Zanzibar est dédiée à Khalifa.